# Любёнжское аббатство

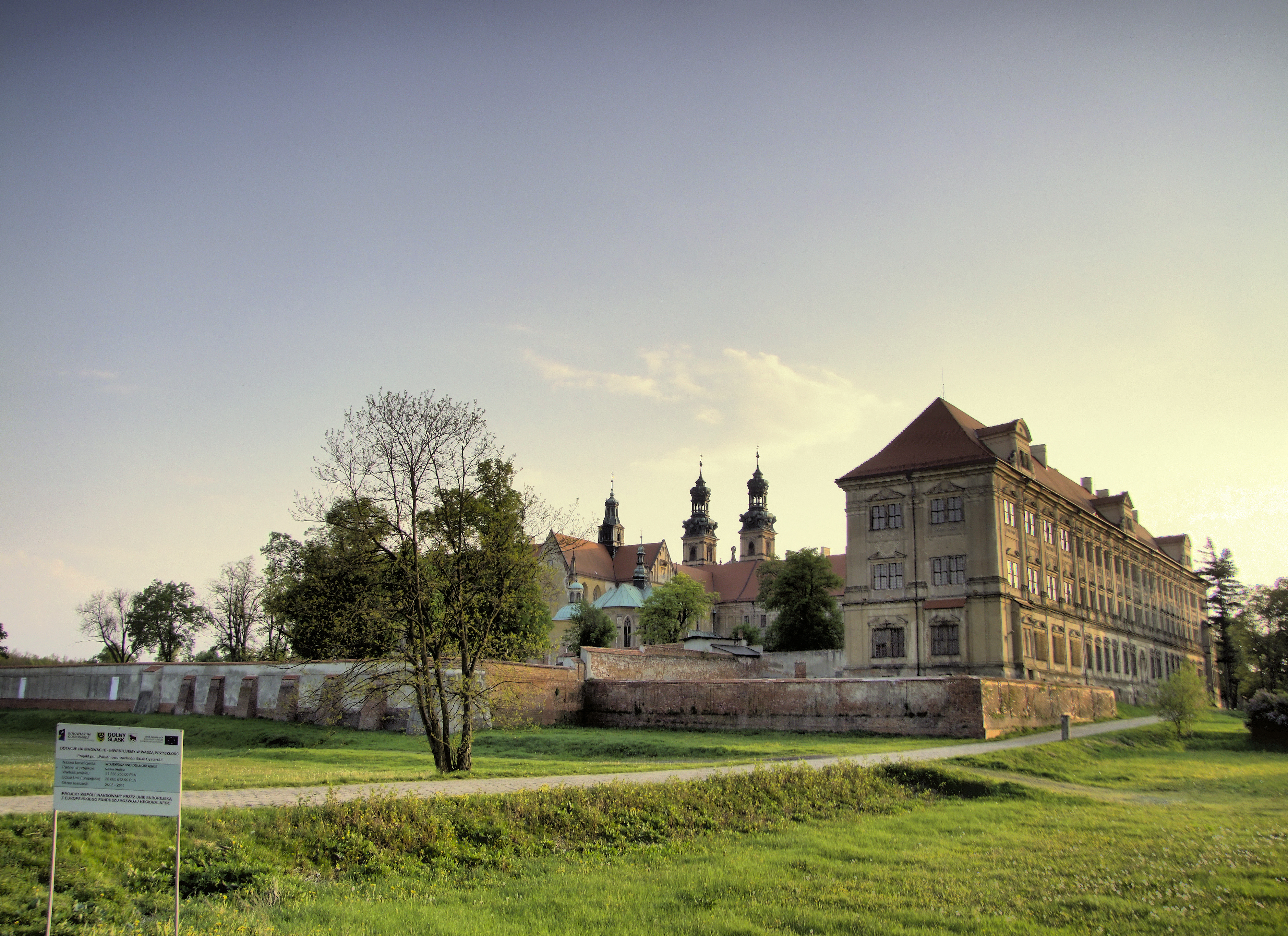
Вид монастыря

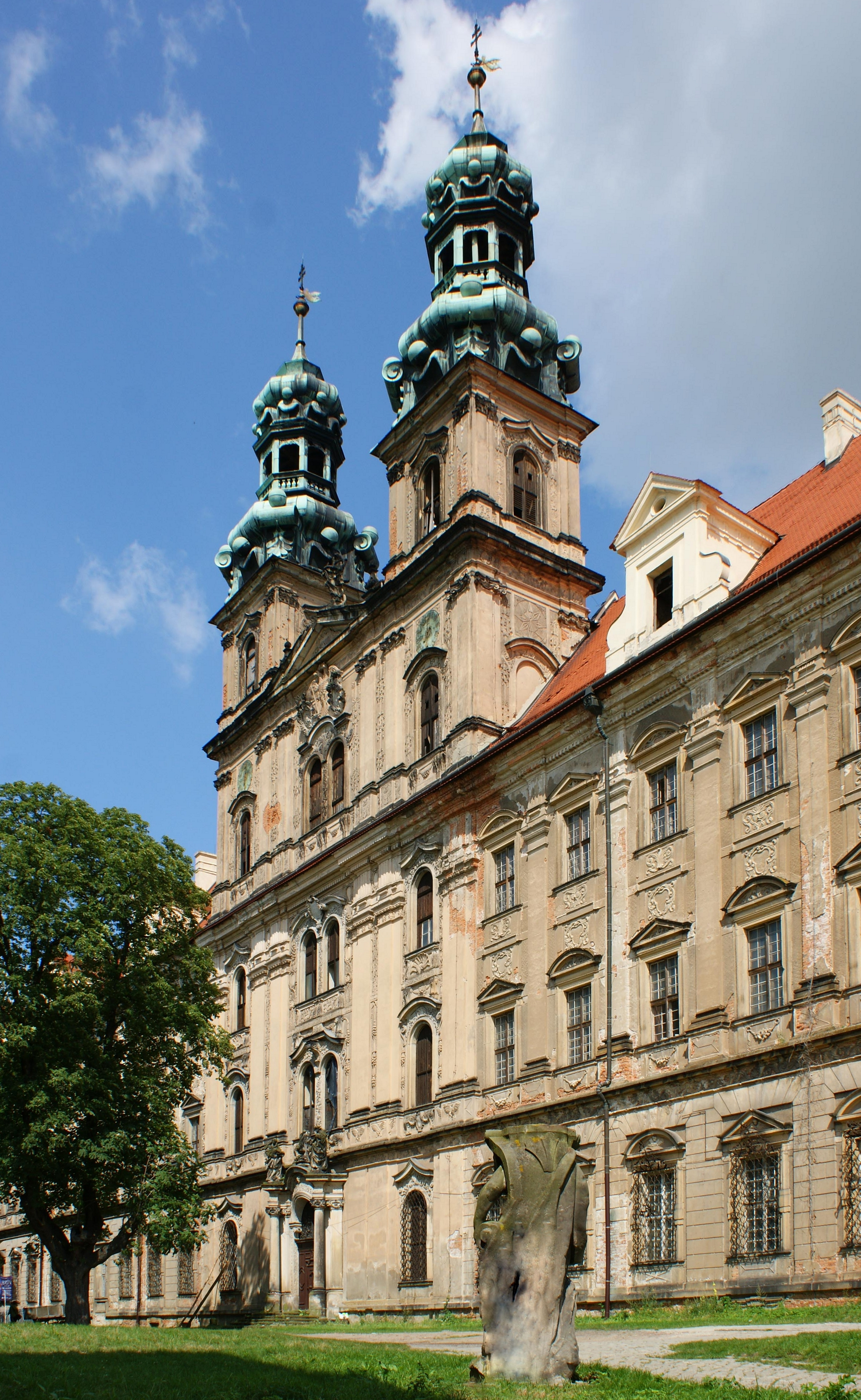
Церковь Св. Марии в аббатстве

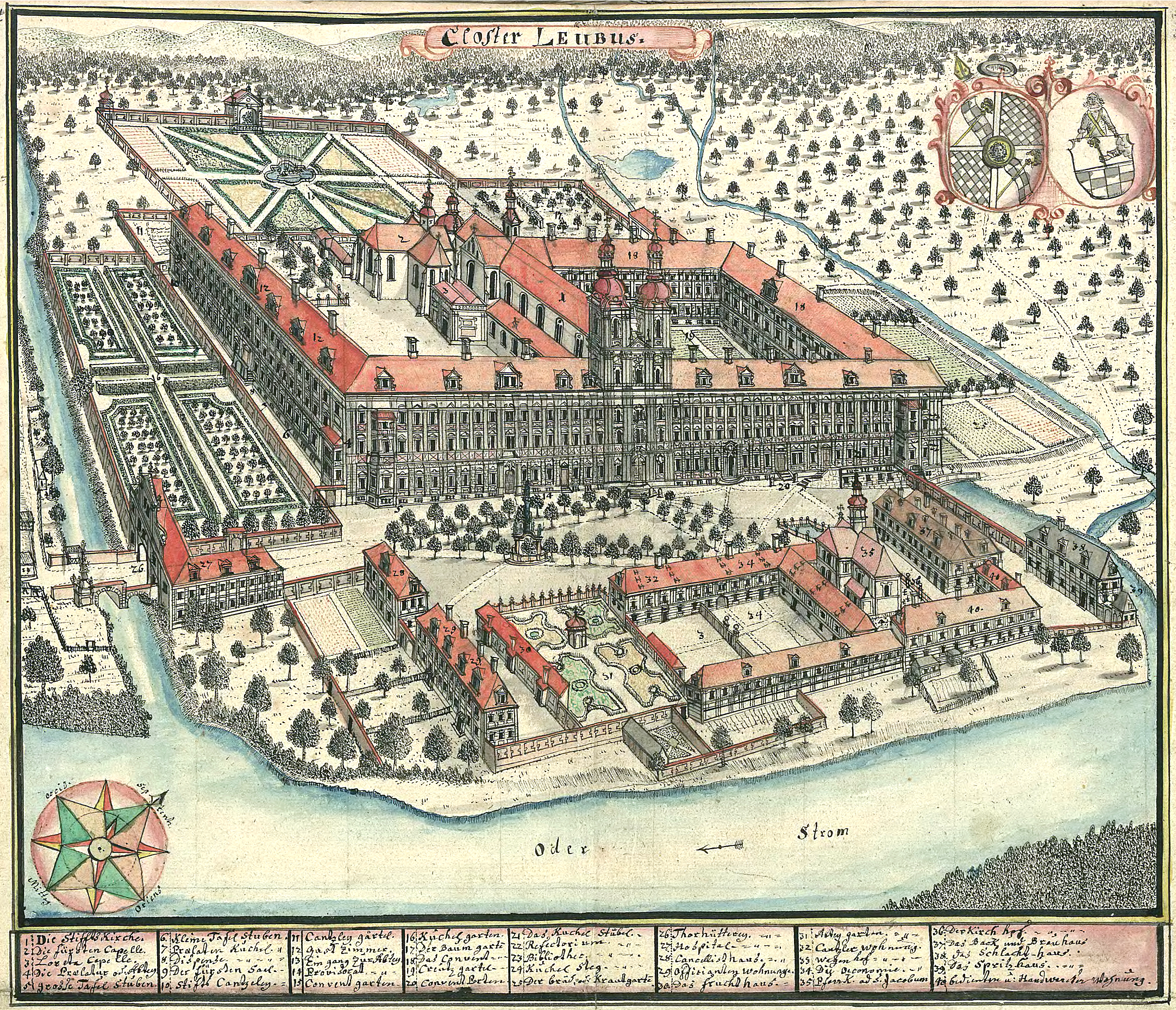
Изображение аббатства, картина XVIII века

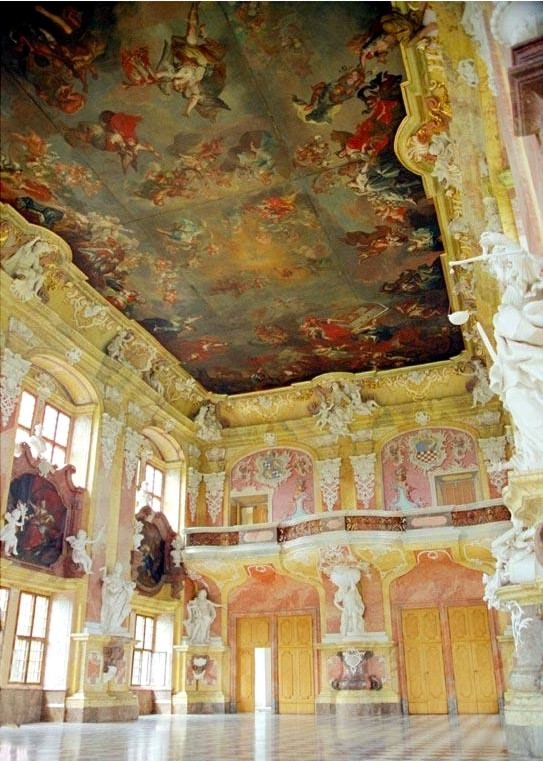
Западной сторона Княжеского зала

Любёнжское аббатство (нем. Kloster Leubus; пол. Opactwo cystersów w Lubiążu), ― бывший цистерцианский монастырь в деревне Любёнж, Нижнесилезское воеводство, Польша. Расположено примерно в 54 км к северо-западу от Вроцлава. Было основано в 1175 году и является одним из крупнейших христианских архитектурных комплексов в мире, а также считается шедевром силезского барокко.

## Описание
Площадь крыши составляет около 25 000 квадратных метров. Фасад, имеющий протяжённость 223 м, является самым длинным в Европе после дворца Эль Эскориал в Испании. В криптах находятся 98 хорошо сохранившихся мумий силезских князей.
Аббатство строилось на протяжении веков и было самым большим цистерцианским монастырём в мире. В настоящее время входит в высший класс («0») памятников мирового культурного наследия.

## История аббатства
Монастырь расположен недалеко от брода реки Одер. Вероятно, здесь же был возведён бенедиктинский монастырь и церковь святого Иакова около 1150 года, но были покинуты уже к 1163 году. В это время территория принадлежала княжеству Силезия, которую завещал князь Болеслав III Кривоустый своему старшему сыну Владиславу II в 1138. В братоубийственном конфликте польской династии Пястов, Владислав был изгнан своим младшим братом и бежал в Альтенбург, который принадлежал Священной Римской империи. При помощи императора Фридриха Барбароссы, однако, его сыновья были восстановлены в Силезии в 1163 году.
Старший сын Владислава, князь Болеслав Высокий, провёл несколько лет в изгнании в Германии. Когда он стал править в Нижней Силезии, он пригласил цистерцианских монахов из аббатства Пфорта, что располагается на реке Заале и поселил их в Любёнже. Они стали первыми представителями своего ордена в Силезии. Первый монастырский комплекс строился до 1175, когда князь Болеслав I издал официальный хартию об основании в замке Гродзец. Проведя дренажные работы, монахам удалось мелиорировать землю в болотистых окрестностях монастыря, распахать три поля для севооборота и разбить виноградники. Их усилия положили начало средневековому немецкому расселению на восток, в том числе и в Силезию.
Около 1200 года церковь аббатства была перестроена, став первым зданием в стиле кирпичной готики в регионе. Когда князь Болеслав умер в 1201 году, он был здесь похоронен. Подъем Любёнжа продолжился при правлении его сына князя Генриха I Бородатого и его супруги Ядвиги Силезской. В 1202 году супружеская пара основала Тшебницкое аббатство, которое в 1220 году стала дочерним по отношению к Любёнжскому аббатству по указу папы Гонория III. За ним последовало создание в 1222 году Могильского аббатства в Малопольше и Генриковского аббатства в 1227 году. В 1249 году монахи Любёнжа взяли под своё управление бывшее августинского аббатство Каменец, а в 1256 году даже устроили монастырь в Бышево, что в Куявии который потом был перенесён в Короново в 1288 году.
С 1249 по 1844 года Любёнж имел городские привилегии. В 1327 году силезский князь Генрих VI Хороший признал себя вассалом короля Богемии Иоганна Люксембургского, и когда он умер без наследников мужского пола в 1335 году, его земли, в том числе Любёнж, отошли к королевству Богемии. Монастырский комплекс был разрушен в ходе Гуситских войн, и, кроме того, монахи были изгнаны по указу воинственного князя Яна II Безумного в 1492 году, который превратил аббатство в охотничий дом. Цистерцианцы не смогли вернуться, пока Ян II не удалился в Франкфурт-на-Одере в Бранденбурге.
В XIII—XIV веках в аббатстве велись погодные записи (лат. Annales Lubenses), которые сохранились в рукописи XV века, охватывают события в Силезии и соседних странах с 1241 по 1315 годы.
В XVI веке аббатство столкнулось с протестантской Реформации и наследования земель Богемской короны от австрийской династией Габсбургов. Во время Тридцатилетней войны аббатство было захвачен и разграблено шведскими войсками в 1638 году.
Аббатство покровительствовало немецкому художнику Михаэлю Вильманну после его обращения в католичество в 1660-х годах.
Цистерцианцы были изгнаны из Любёнжа в 1810 году по указу короля Фридрих Вильгельма III.
Во время Второй мировой войны, в зданиях бывшего аббатства размещались секретные исследовательские лаборатории и производственные предприятия: в частности, по развитию радиолокационной комплектующих и производству двигателей для ракет Фау-1 и Фау-2 (к труду привлекались заключённые). В 1945 году монастырь был разорен военными Красной Армии. В поисках сокровищ красноармейцы разорили и уничтожили гробницы силезских Пястов (они выкрали из гробниц клейноды Пястов — державы, скипетры, мечи) а мощи из гробниц по полу. По этой причине историки и археологи последующих лет не смогли определить, кому принадлежали останки. Удалось опознать только мумию Вильмана. До 1948 года в Любёнже располагалась Красная Армия  позднее в монастыре была устроена психиатрическая больница для красноармейцев. В это время монастырь понёс большой ущерб (например, деревянной мебелью топили печи). С 1950 года помещения монастыря используются для хранения книг и музейных коллекций. В то время были спасены остатки наиболее ценных картин. После этого в течение десятилетий он и вовсе был заброшен.
С 1989 года монастырь стали реставрировать. К нему потянулось множество туристов. Каждый год летом здесь проходит фестиваль альтернативной культуры под названием SLOT Art.

## Галерея

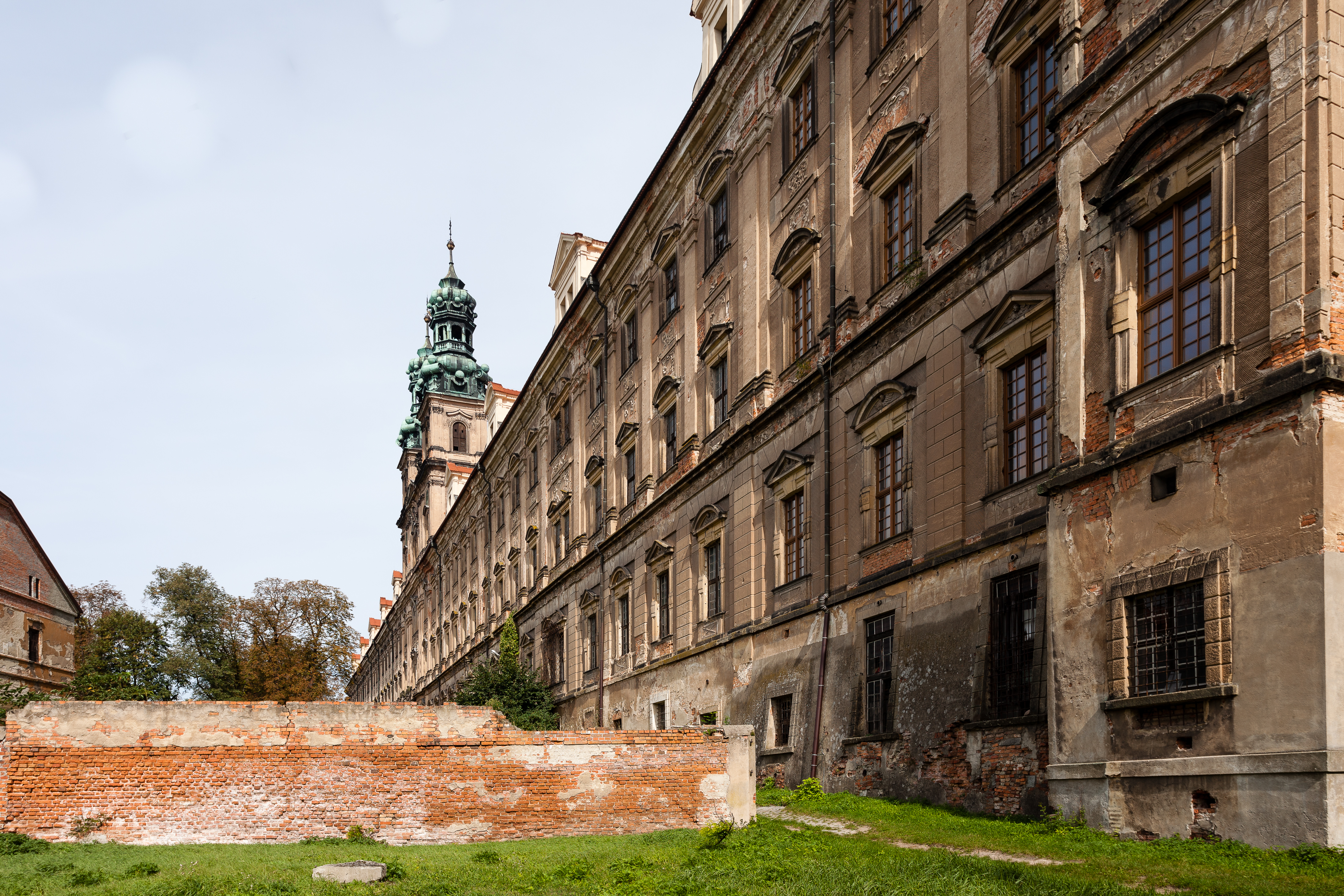
Главный фасад
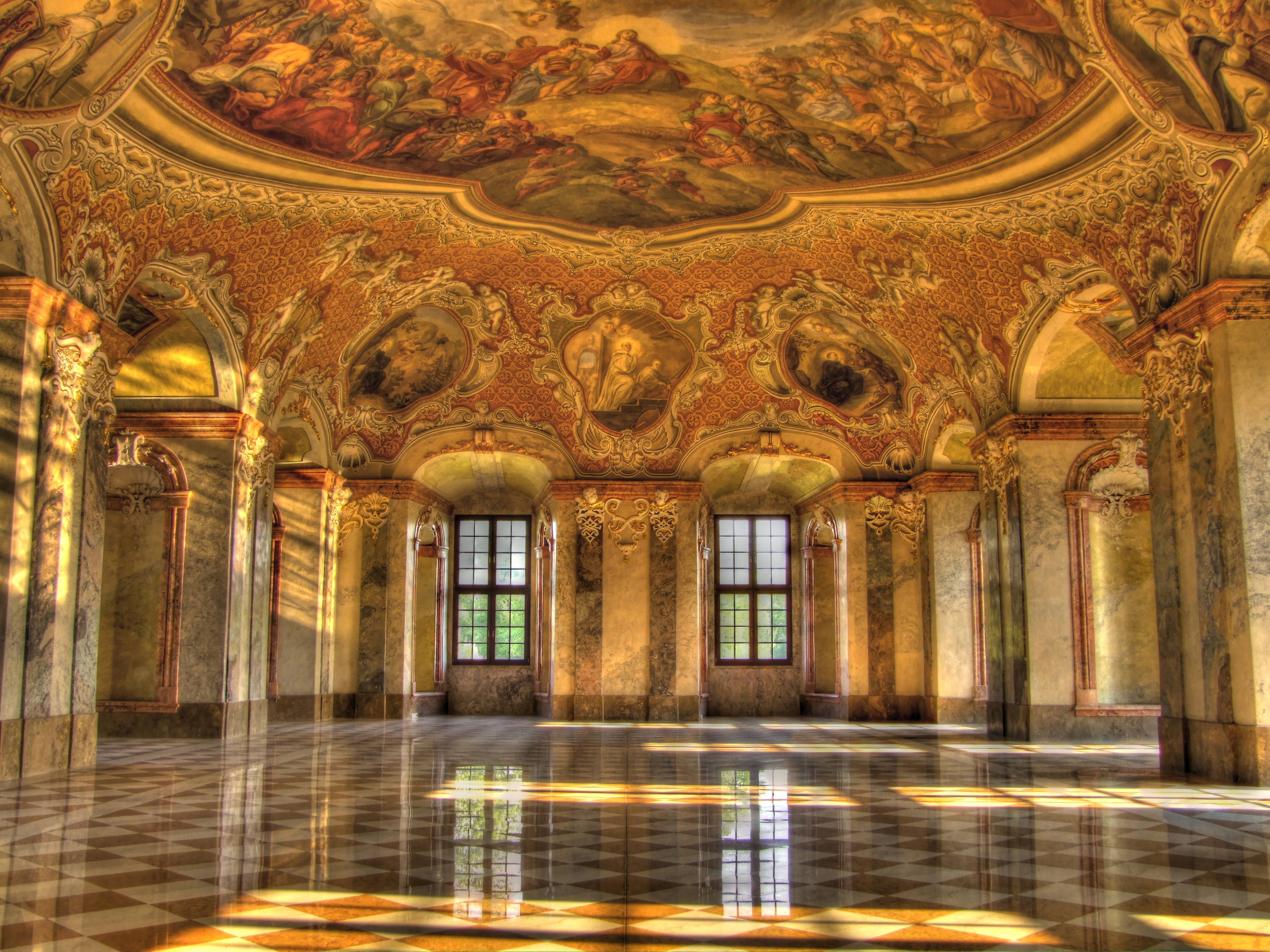
Главная трапезная
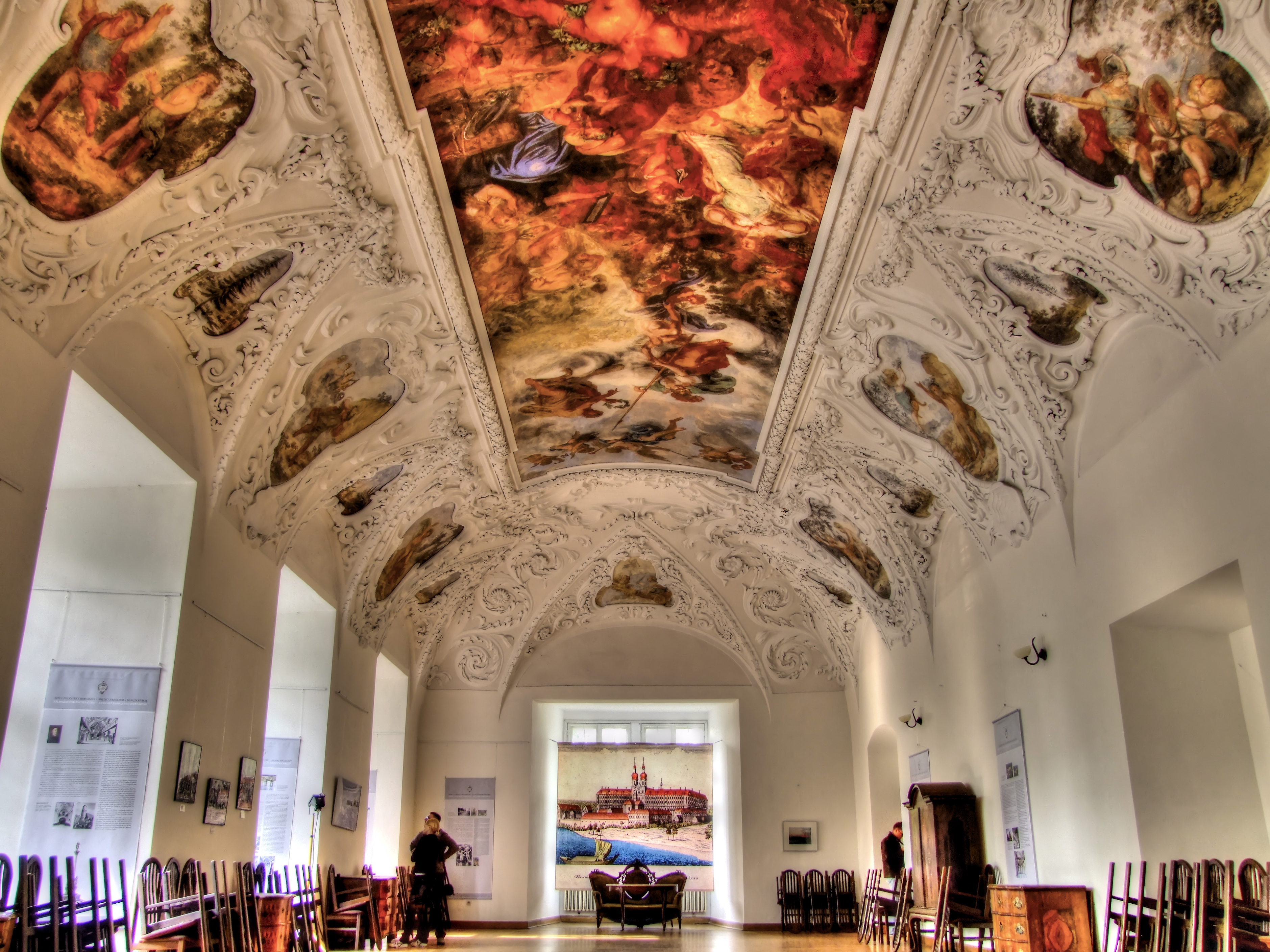
Летняя трапезная
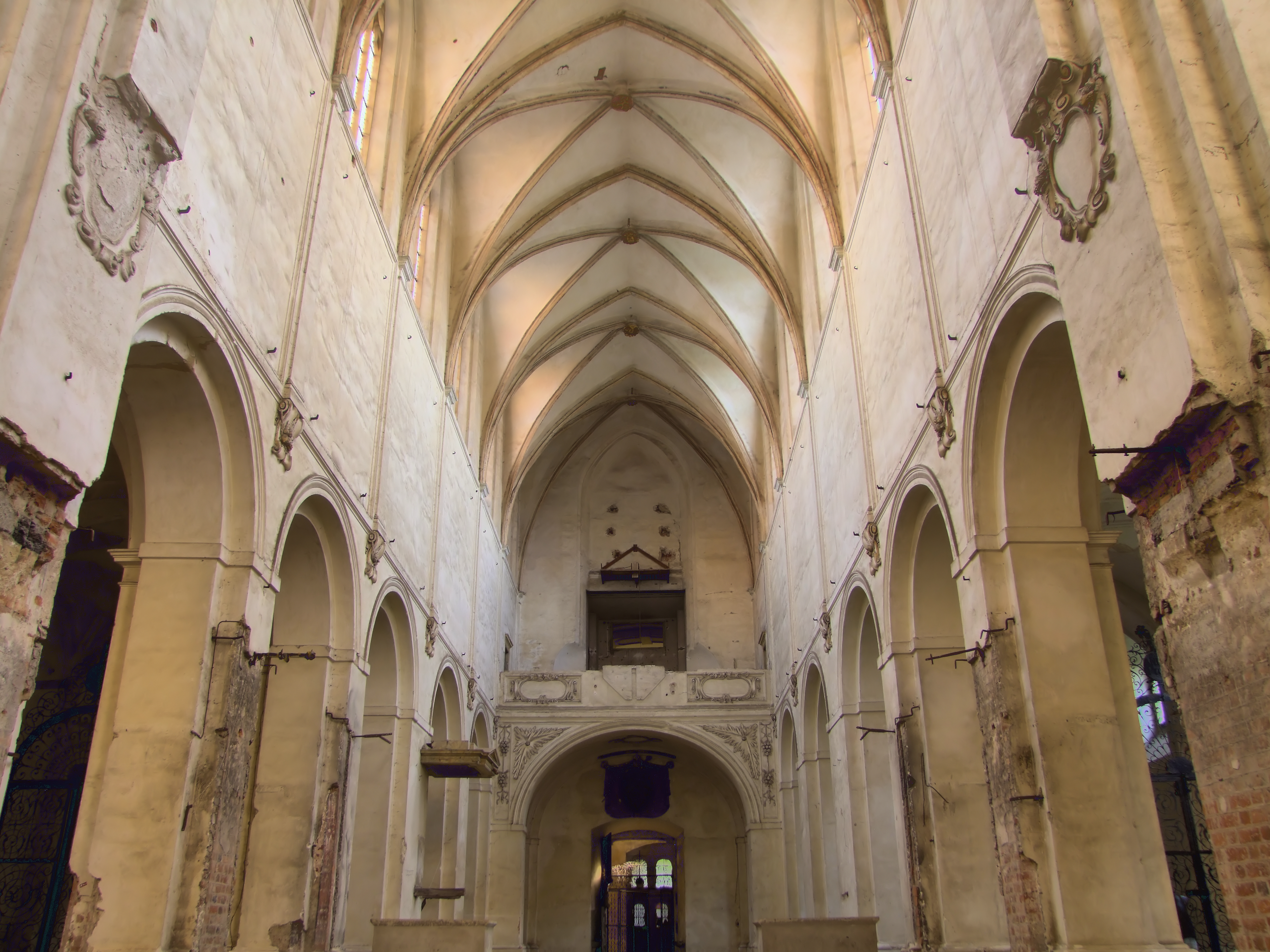
Интерьер церкви
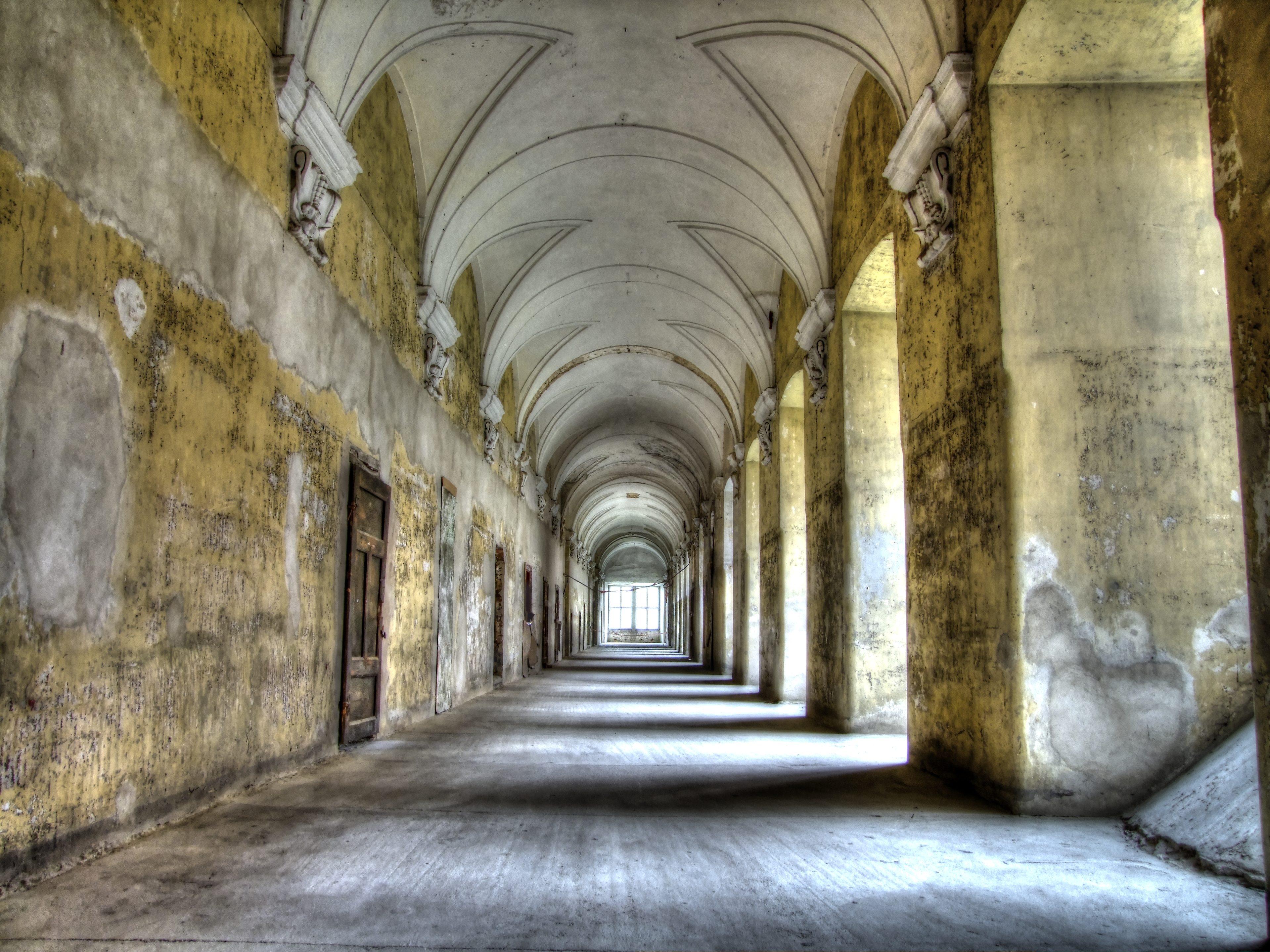
Один из коридоров